# Hala Hussein
Hala Saddam Hussein (née le 1er janvier 1977) est la fille benjamine de l'ancien président irakien, Saddam Hussein et de sa première épouse, Sadjida Talfah.

## Biographie
Son père lui fit épouser (mariage arrangé) Djamal Mustafa Abdallah Sultan al-Tikriti, le frère du général Kamal Mustafa Abdallah Sultan al-Tikriti. Djamal est le numéro 40, et Kamal le numéro 10 sur la liste des 55 personnes les plus recherchées par les Américains en Irak[réf. nécessaire].
Le couple a deux enfants[réf. nécessaire].
En 2003, quand le président des États-Unis, George W. Bush, invita la famille Hussein à quitter l'Irak,  Djamal se serait rendue aux Américains.